# Lindenfeld (Bad Laasphe)
Lindenfeld ist ein Weiler auf dem Stadtgebiet von Bad Laasphe im Kreis Siegen-Wittgenstein (Nordrhein-Westfalen). Lindenfeld gehört zum östlich gelegenen Banfe. Westlich von Lindenfeld liegt die Siedlung Heiligenborn.
Lindenfeld ist über die in Ost-West-Richtung verlaufende Kreisstraße 17 zu erreichen und ist über die Kreisstraße 35 mit Feudingen verbunden.